# Акопджанян, Марат Арменович
Марат Арменович Акопджанян (арм. Մարատ Արմենի Հակոբջանյան; род. 19 ноября 1956, село Дашалты, Нагорно-Карабахская АО) — политический и государственный деятель непризнанной Нагорно-Карабахской республики.

## Биография
- 1973—1978 — экономический факультет Ереванского государственного университета.
- 1978—1979 — работал в областном финансовом отделе, в качестве старшего экономиста.
- 1979—1981 — работал в областном производственно-техническом управлении связи в качестве начальника финансового отдела.
- С сентября 1981 — работал в должности начальника узла связи Аскеранского района.
- 1991—1998 — работал в производственно-техническом управлении, в качестве заместителя начальника по части строительства .
- 1993—2002 — одновременно руководил управлением «Строймонтаж связи».
- 1997 — организовал строймонтажное ООО «Связист».
- 2002 — основал ООО «Серпантин».
- С сентября 1998 — являлся членом инициативной группы Аскеранского района на подпольном этапе карабахского движения.
- С апреля 1998 — был избран руководителем (начальником штаба) формирования сил самообороны района.
- 17 января 2006 — избран министром строительства НКР.